# Skeldon
Skeldon ist ein Ort an der Ostküste des Flusses Corantijn in der Region East Berbice-Corentyne von Guyana. 2012 hatte der Ort 2.275 Einwohner. Skeldon und Springlands wurden administrativ als Corriverton zusammengeschlossen.

## Geographie
Der Ort liegt im Ästuar an der Ostküste des Flusses Corantijn an der Grenze zu Suriname. Im Hinterland liegt der Skeldon Water Path.

## Wirtschaft
In dem Gebiet ist Zuckerrohranbau der wichtigste Wirtschaftszweig. Die Guyana Sugar Corporation, Guyanas Haupt-Zuckerproduzent unterhält eine Fabrik in Skeldon.

## Verkehr
Es gibt verschiedene Buslinien, die den Ort mit Georgetown und anderen Dörfern verbindet. In Moleson Creek befindet sich der Fähranleger mit Fähren nach Suriname. Es gibt den Skeldon Airport für Kleinflugzeuge.

## Persönlichkeiten
- Imran Jafferally (1980), Cricketspieler[6]
- Carlston Harris (1987), Kampfsportler